# Gran Premio di superbike di Brno 2008
Il Gran Premio di superbike di Brno 2008 è la nona prova del mondiale superbike 2008, nello stesso fine settimana si corre l'ottavo gran premio stagionale del mondiale supersport 2008 ed il sesto gran premio stagionale della Superstock 1000 FIM Cup 2008.

## Superbike
Le classifiche del Campionato mondiale Superbike sono le seguenti:

### Superpole
I primi sedici piloti partecipano alla superpole i restanti si qualificano con il miglior tempo ottenuto nelle due sessioni di qualifica.
| Pos. | Nº  | Naz.                   | Pilota             | Squadra                        | Motocicletta        | Sess. 1  | Sess. 2  | Giri | Superpole | Tempo    | Gap   | Avg     |
| ---- | --- | ---------------------- | ------------------ | ------------------------------ | ------------------- | -------- | -------- | ---- | --------- | -------- | ----- | ------- |
| 1º   | 21  | Australia (bandiera)   | Troy Bayliss       | Ducati Xerox                   | Ducati 1098 F08     | 1'59.517 | 1'59.166 | 41   | 1'58.345  | 1'58.345 |       | 164,357 |
| 2º   | 11  | Australia (bandiera)   | Troy Corser        | Yamaha Motor Italia WSB        | Yamaha YZF-R1       | 1'59.493 | 1'59.380 | 34   | 1'58.451  | 1'58.451 | 0.106 | 164,210 |
| 3º   | 84  | Italia (bandiera)      | Michel Fabrizio    | Ducati Xerox                   | Ducati 1098 F08     | 2'00.024 | 1'59.482 | 40   | 1'58.853  | 1'58.853 | 0.508 | 163,654 |
| 4º   | 3   | Italia (bandiera)      | Max Biaggi         | Sterilgarda Go Eleven          | Ducati 1098 RS 08   | 1'59.747 | 1'58.965 | 41   | 1'59.069  | 1'59.069 | 0.724 | 163,357 |
| 5º   | 23  | Giappone (bandiera)    | Ryūichi Kiyonari   | Hannspree Ten Kate Honda       | Honda CBR1000RR     | 2'00.581 | 2'00.225 | 43   | 1'59.318  | 1'59.318 | 0.973 | 163,016 |
| 6º   | 59  | Italia (bandiera)      | Niccolò Canepa     | Ducati Xerox                   | Ducati 1098 F08     | 2'00.131 | 1'59.634 | 41   | 1'59.324  | 1'59.324 | 0.979 | 163,008 |
| 7º   | 10  | Spagna (bandiera)      | Fonsi Nieto        | Suzuki Alstare                 | Suzuki GSX-R 1000   | 1'59.926 | 1'59.357 | 41   | 1'59.360  | 1'59.360 | 1.015 | 162,959 |
| 8º   | 96  | Rep. Ceca (bandiera)   | Jakub Smrž         | Guandalini Racing              | Ducati 1098 RS 08   | 1'59.125 | 1'59.644 | 39   | 1'59.451  | 1'59.451 | 1.106 | 162,835 |
| 9º   | 76  | Germania (bandiera)    | Max Neukirchner    | Alstare Suzuki                 | Suzuki GSX-R 1000   | 2'00.179 | 1'59.250 | 41   | 1'59.497  | 1'59.497 | 1.152 | 162,772 |
| 10º  | 34  | Giappone (bandiera)    | Yukio Kagayama     | Suzuki Alstare                 | Suzuki GSX-R 1000   | 2'00.361 | 1'59.708 | 43   | 1'59.537  | 1'59.537 | 1.192 | 162,718 |
| 11º  | 111 | Spagna (bandiera)      | Rubén Xaus         | Sterilgarda Go Eleven          | Ducati 1098 RS 08   | 2'00.196 | 1'59.846 | 36   | 1'59.545  | 1'59.545 | 1.200 | 162,707 |
| 12º  | 41  | Giappone (bandiera)    | Noriyuki Haga      | Yamaha Motor Italia WSB        | Yamaha YZF-R1       | 2'00.371 | 1'59.913 | 31   | 1'59.571  | 1'59.571 | 1.226 | 162,672 |
| 13º  | 7   | Spagna (bandiera)      | Carlos Checa       | Hannspree Ten Kate Honda       | Honda CBR1000RR     | 2'00.424 | 1'59.648 | 42   | 1'59.587  | 1'59.587 | 1.242 | 162,650 |
| 14º  | 57  | Italia (bandiera)      | Lorenzo Lanzi      | R.G. Team                      | Ducati 1098 RS 08   | 1'59.850 | 2'00.155 | 34   | 1'59.639  | 1'59.639 | 1.294 | 162,579 |
| 15º  | 31  | Australia (bandiera)   | Karl Muggeridge    | D.F. Racing                    | Honda CBR1000RR     | 2'01.350 | 1'59.944 | 33   | 2'00.306  | 2'00.306 | 1.961 | 161,678 |
| 16º  | 86  | Italia (bandiera)      | Ayrton Badovini    | Team Pedercini                 | Kawasaki ZX-10R     | 2'01.392 | 2'00.221 | 36   | 2'01.161  | 2'01.161 | 2.816 | 160,537 |
| 17º  | 94  | Spagna (bandiera)      | David Checa        | Yamaha France Ipone GMT 94     | Yamaha YZF-R1       | 2'00.388 | 2'00.228 | 27   |           | 2'00.228 |       | 161,783 |
| 18º  | 38  | Giappone (bandiera)    | Shin'ichi Nakatomi | YZF Yamaha                     | Yamaha YZF-R1       | 2'00.552 | 2'00.232 | 39   |           | 2'00.232 |       | 161,777 |
| 19º  | 36  | Spagna (bandiera)      | Gregorio Lavilla   | Ventaxia VK Honda              | Honda CBR1000RR     | 2'01.334 | 2'00.304 | 40   |           | 2'00.304 |       | 161,680 |
| 20º  | 44  | Italia (bandiera)      | Roberto Rolfo      | Hannspree Honda Althea         | Honda CBR1000RR     | 2'00.384 | 2'00.374 | 39   |           | 2'00.374 |       | 161,586 |
| 21º  | 55  | Francia (bandiera)     | Régis Laconi       | Kawasaki PSG-1 Corse           | Kawasaki ZX-10R     | 2'00.482 | 2'00.877 | 28   |           | 2'00.482 |       | 161,442 |
| 22º  | 100 | Giappone (bandiera)    | Makoto Tamada      | Kawasaki PSG-1 Corse           | Kawasaki ZX-10R     | 2'01.423 | 2'00.641 | 38   |           | 2'00.641 |       | 161,229 |
| 23º  | 88  | Giappone (bandiera)    | Shūhei Aoyama      | Alto Evolution Honda Superbike | Honda CBR1000RR     | 2'01.579 | 2'00.905 | 40   |           | 2'00.905 |       | 160,877 |
| 24º  | 194 | Francia (bandiera)     | Sébastien Gimbert  | Yamaha France Ipone GMT 94     | Yamaha YZF-R1       | 2'01.279 | 2'01.059 | 34   |           | 2'01.059 |       | 160,672 |
| 25º  | 13  | Italia (bandiera)      | Vittorio Iannuzzo  | Team Pedercini                 | Kawasaki ZX-10R     | 2'01.968 | 2'01.214 | 33   |           | 2'01.214 |       | 160,467 |
| 26º  | 54  | Turchia (bandiera)     | Kenan Sofuoğlu     | Hannspree Ten Kate Honda Jr.   | Honda CBR1000RR     | 2'01.302 | 2'01.536 | 37   |           | 2'01.302 |       | 160,350 |
| 27º  | 113 | Rep. Ceca (bandiera)   | Jiri Drazdak       | D.F. Racing                    | Honda CBR1000RR     | 2'02.604 | 2'02.373 | 33   |           | 2'02.373 |       | 158,947 |
| 28º  | 73  | Austria (bandiera)     | Christian Zaiser   | Grillini PBR                   | Yamaha YZF-R1       | 2'03.722 | 2'03.118 | 32   |           | 2'03.118 |       | 157,985 |
| 29º  | 43  | Stati Uniti (bandiera) | Jason Pridmore     | Alto Evolution Honda Superbike | Honda CBR1000RR     | 2'03.397 | 2'03.861 | 32   |           | 2'03.397 |       | 157,628 |
| 30º  | 15  | Rep. Ceca (bandiera)   | Milos Cihak        | ProRace                        | Suzuki GSX-R1000 K8 | 2'04.216 | 2'03.758 | 30   |           | 2'03.758 |       | 157,168 |

### Gara 1
fonte:
In gara 1 Bayliss lascia sfogare nelle prime fasi il duo Corser-Biaggi, ma a metà gara passa al comando distanziando i suoi avversari. Vince così l'australiano della Ducati davanti a Corser, mentre Biaggi viene beffato all'ultimo giro dal rimontante Fabrizio che con un sorpasso a tre curve dalla fine conquista così il suo quarto podio stagionale.

#### Arrivati al traguardo
| Pos. | Nº  | Naz.                   | Pilota             | Squadra                        | Motocicletta      | Giri | Tempo     | Giro veloce | Velocità | Punti |
| ---- | --- | ---------------------- | ------------------ | ------------------------------ | ----------------- | ---- | --------- | ----------- | -------- | ----- |
| 1º   | 21  | Australia (bandiera)   | Troy Bayliss       | Ducati Xerox                   | Ducati 1098 F08   | 20   | 40'22.724 | 2'00.298    | 283,5    | 25    |
| 2º   | 11  | Australia (bandiera)   | Troy Corser        | Yamaha Motor Italia WSB        | Yamaha YZF-R1     | 20   | +1.468    | 2'00.651    | 279,1    | 20    |
| 3º   | 84  | Italia (bandiera)      | Michel Fabrizio    | Ducati Xerox                   | Ducati 1098 F08   | 20   | +3.272    | 2'00.749    | 283,5    | 16    |
| 4º   | 3   | Italia (bandiera)      | Max Biaggi         | Sterilgarda Go Eleven          | Ducati 1098 RS 08 | 20   | +3.475    | 2'00.386    | 282,0    | 13    |
| 5º   | 23  | Giappone (bandiera)    | Ryūichi Kiyonari   | Hannspree Ten Kate Honda       | Honda CBR1000RR   | 20   | +3.791    | 2'00.542    | 285,0    | 11    |
| 6º   | 41  | Giappone (bandiera)    | Noriyuki Haga      | Yamaha Motor Italia WSB        | Yamaha YZF-R1     | 20   | +9.120    | 2'00.843    | 280,5    | 10    |
| 7º   | 76  | Germania (bandiera)    | Max Neukirchner    | Alstare Suzuki                 | Suzuki GSX-R 1000 | 20   | +9.358    | 2'00.538    | 285,7    | 9     |
| 8º   | 7   | Spagna (bandiera)      | Carlos Checa       | Hannspree Ten Kate Honda       | Honda CBR1000RR   | 20   | +11.787   | 2'00.766    | 285,7    | 8     |
| 9º   | 34  | Giappone (bandiera)    | Yukio Kagayama     | Suzuki Alstare                 | Suzuki GSX-R 1000 | 20   | +17.228   | 2'00.692    | 282,0    | 7     |
| 10º  | 54  | Turchia (bandiera)     | Kenan Sofuoğlu     | Hannspree Ten Kate Honda Jr.   | Honda CBR1000RR   | 20   | +17.705   | 2'01.094    | 283,5    | 6     |
| 11º  | 31  | Australia (bandiera)   | Karl Muggeridge    | D.F. Racing                    | Honda CBR1000RR   | 20   | +22.347   | 2'01.305    | 284,2    | 5     |
| 12º  | 38  | Giappone (bandiera)    | Shin'ichi Nakatomi | YZF Yamaha                     | Yamaha YZF-R1     | 20   | +25.563   | 2'01.140    | 287,2    | 4     |
| 13º  | 59  | Italia (bandiera)      | Niccolò Canepa     | Ducati Xerox                   | Ducati 1098 F08   | 20   | +25.699   | 2'00.829    | 282,0    | 3     |
| 14º  | 10  | Spagna (bandiera)      | Fonsi Nieto        | Suzuki Alstare                 | Suzuki GSX-R 1000 | 20   | +34.064   | 2'00.894    | 282,7    | 2     |
| 15º  | 36  | Spagna (bandiera)      | Gregorio Lavilla   | Ventaxia VK Honda              | Honda CBR1000RR   | 20   | +36.545   | 2'01.591    | 279,8    | 1     |
| 16º  | 100 | Giappone (bandiera)    | Makoto Tamada      | Kawasaki PSG-1 Corse           | Kawasaki ZX-10R   | 20   | +43.934   | 2'02.237    | 282,0    |       |
| 17º  | 86  | Italia (bandiera)      | Ayrton Badovini    | Team Pedercini                 | Kawasaki ZX-10R   | 20   | +44.339   | 2'02.311    | 279,1    |       |
| 18º  | 88  | Giappone (bandiera)    | Shūhei Aoyama      | Alto Evolution Honda Superbike | Honda CBR1000RR   | 20   | +50.092   | 2'02.088    | 281,3    |       |
| 19º  | 43  | Stati Uniti (bandiera) | Jason Pridmore     | Alto Evolution Honda Superbike | Honda CBR1000RR   | 20   | +58.827   | 2'02.790    | 274,1    |       |
| 20º  | 113 | Rep. Ceca (bandiera)   | Jiri Drazdak       | D.F. Racing                    | Honda CBR1000RR   | 20   | +59.928   | 2'03.020    | 269,3    |       |
| 21º  | 73  | Austria (bandiera)     | Christian Zaiser   | Grillini PBR                   | Yamaha YZF-R1     | 20   | +1'21.587 | 2'04.026    | 264,1    |       |

#### Ritirati
| Nº  | Naz.                 | Pilota            | Squadra                    | Motocicletta        | Giri | Giro veloce | Velocità |
| --- | -------------------- | ----------------- | -------------------------- | ------------------- | ---- | ----------- | -------- |
| 194 | Francia (bandiera)   | Sébastien Gimbert | Yamaha France Ipone GMT 94 | Yamaha YZF-R1       | 18   | 2'02.470    | 272,7    |
| 13  | Italia (bandiera)    | Vittorio Iannuzzo | Team Pedercini             | Kawasaki ZX-10R     | 9    | 2'02.227    | 277,6    |
| 44  | Italia (bandiera)    | Roberto Rolfo     | Hannspree Honda Althea     | Honda CBR1000RR     | 8    | 2'01.458    | 288,0    |
| 111 | Spagna (bandiera)    | Rubén Xaus        | Sterilgarda Go Eleven      | Ducati 1098 RS 08   | 8    | 2'01.832    | 275,5    |
| 15  | Rep. Ceca (bandiera) | Milos Cihak       | ProRace                    | Suzuki GSX-R1000 K8 | 5    | 2'04.420    | 271,4    |
| 94  | Spagna (bandiera)    | David Checa       | Yamaha France Ipone GMT 94 | Yamaha YZF-R1       | 3    | 2'01.638    | 276,2    |
| 57  | Italia (bandiera)    | Lorenzo Lanzi     | R.G. Team                  | Ducati 1098 RS 08   | 3    | 2'01.504    | 276,9    |
| 55  | Francia (bandiera)   | Régis Laconi      | Kawasaki PSG-1 Corse       | Kawasaki ZX-10R     | 3    | 2'02.226    | 278,4    |
| 96  | Rep. Ceca (bandiera) | Jakub Smrž        | Guandalini Racing          | Ducati 1098 RS 08   | 3    | 2'01.993    | 281,3    |

### Gara 2
fonte:
In gara due la storia si ripete con Bayliss che lascia l'iniziativa nelle prime fasi per poi attaccare attorno a metà gara e lasciare indisturbati il solito duo Corser-Biaggi a contendersi la seconda piazza seguiti a distanza da Fabrizio, invece il tedesco Neukirchner non riesce a mantenere il ritmo dei primi, nonostante gli ottimi risultati delle ultime prove mondiali. Sul traguardo è ancora Bayliss a vincere, mentre alle sue spalle la contesa tra Corser, Biaggi e Fabrizio, vede quest'ultimo uscirne vincitore dopo un sorpasso ai danni di Biaggi sempre all'ultimo giro e sempre alla stessa curva in cui il pilota di Frascati aveva superato il conterraneo nella prima frazione. Il team Ducati ufficiale ritrova così la doppietta a distanza di 4 anni quando furono Laconi e Toseland a spartirsi i primi gradini del podio in occasione delle gare di Imola del 2004.

#### Arrivati al traguardo
| Pos. | Nº  | Naz.                   | Pilota             | Squadra                        | Motocicletta        | Giri | Tempo     | Giro veloce | Velocità | Punti |
| ---- | --- | ---------------------- | ------------------ | ------------------------------ | ------------------- | ---- | --------- | ----------- | -------- | ----- |
| 1º   | 21  | Australia (bandiera)   | Troy Bayliss       | Ducati Xerox                   | Ducati 1098 F08     | 20   | 40'16.436 | 2'00.139    | 280,5    | 25    |
| 2º   | 84  | Italia (bandiera)      | Michel Fabrizio    | Ducati Xerox                   | Ducati 1098 F08     | 20   | +0.928    | 1'59.979    | 286,5    | 20    |
| 3º   | 3   | Italia (bandiera)      | Max Biaggi         | Sterilgarda Go Eleven          | Ducati 1098 RS 08   | 20   | +1.259    | 2'00.137    | 285,7    | 16    |
| 4º   | 11  | Australia (bandiera)   | Troy Corser        | Yamaha Motor Italia WSB        | Yamaha YZF-R1       | 20   | +1.785    | 2'00.197    | 282,7    | 13    |
| 5º   | 76  | Germania (bandiera)    | Max Neukirchner    | Alstare Suzuki                 | Suzuki GSX-R 1000   | 20   | +3.942    | 2'00.353    | 288,0    | 11    |
| 6º   | 23  | Giappone (bandiera)    | Ryūichi Kiyonari   | Hannspree Ten Kate Honda       | Honda CBR1000RR     | 20   | +7.910    | 2'00.107    | 285,7    | 10    |
| 7º   | 41  | Giappone (bandiera)    | Noriyuki Haga      | Yamaha Motor Italia WSB        | Yamaha YZF-R1       | 20   | +11.297   | 2'00.230    | 283,5    | 9     |
| 8º   | 10  | Spagna (bandiera)      | Fonsi Nieto        | Suzuki Alstare                 | Suzuki GSX-R 1000   | 20   | +11.375   | 2'00.631    | 281,3    | 8     |
| 9º   | 34  | Giappone (bandiera)    | Yukio Kagayama     | Suzuki Alstare                 | Suzuki GSX-R 1000   | 20   | +13.103   | 2'00.825    | 282,7    | 7     |
| 10º  | 54  | Turchia (bandiera)     | Kenan Sofuoğlu     | Hannspree Ten Kate Honda Jr.   | Honda CBR1000RR     | 20   | +18.978   | 2'00.864    | 285,7    | 6     |
| 11º  | 96  | Rep. Ceca (bandiera)   | Jakub Smrž         | Guandalini Racing              | Ducati 1098 RS 08   | 20   | +19.106   | 2'00.558    | 283,5    | 5     |
| 12º  | 44  | Italia (bandiera)      | Roberto Rolfo      | Hannspree Honda Althea         | Honda CBR1000RR     | 20   | +20.556   | 2'00.867    | 285,7    | 4     |
| 13º  | 57  | Italia (bandiera)      | Lorenzo Lanzi      | R.G. Team                      | Ducati 1098 RS 08   | 20   | +21.775   | 2'00.879    | 276,2    | 3     |
| 14º  | 36  | Spagna (bandiera)      | Gregorio Lavilla   | Ventaxia VK Honda              | Honda CBR1000RR     | 20   | +26.372   | 2'00.940    | 282,7    | 2     |
| 15º  | 38  | Giappone (bandiera)    | Shin'ichi Nakatomi | YZF Yamaha                     | Yamaha YZF-R1       | 20   | +26.922   | 2'01.037    | 287,2    | 1     |
| 16º  | 94  | Spagna (bandiera)      | David Checa        | Yamaha France Ipone GMT 94     | Yamaha YZF-R1       | 20   | +27.109   | 2'00.820    | 276,9    |       |
| 17º  | 100 | Giappone (bandiera)    | Makoto Tamada      | Kawasaki PSG-1 Corse           | Kawasaki ZX-10R     | 20   | +39.711   | 2'01.673    | 279,8    |       |
| 18º  | 88  | Giappone (bandiera)    | Shūhei Aoyama      | Alto Evolution Honda Superbike | Honda CBR1000RR     | 20   | +39.953   | 2'01.662    | 284,2    |       |
| 19º  | 43  | Stati Uniti (bandiera) | Jason Pridmore     | Alto Evolution Honda Superbike | Honda CBR1000RR     | 20   | +56.812   | 2'02.549    | 277,6    |       |
| 20º  | 73  | Austria (bandiera)     | Christian Zaiser   | Grillini PBR                   | Yamaha YZF-R1       | 20   | +1'44.073 | 2'03.934    | 276,9    |       |
| 21º  | 15  | Rep. Ceca (bandiera)   | Milos Cihak        | ProRace                        | Suzuki GSX-R1000 K8 | 20   | +1'46.620 | 2'04.072    | 270,7    |       |

#### Ritirati
| Nº  | Naz.                 | Pilota            | Squadra                    | Motocicletta      | Giri | Giro veloce | Velocità |
| --- | -------------------- | ----------------- | -------------------------- | ----------------- | ---- | ----------- | -------- |
| 31  | Australia (bandiera) | Karl Muggeridge   | D.F. Racing                | Honda CBR1000RR   | 15   | 2'00.922    | 282,0    |
| 194 | Francia (bandiera)   | Sébastien Gimbert | Yamaha France Ipone GMT 94 | Yamaha YZF-R1     | 14   | 2'02.205    | 275,5    |
| 111 | Spagna (bandiera)    | Rubén Xaus        | Sterilgarda Go Eleven      | Ducati 1098 RS 08 | 11   | 2'01.151    | 276,2    |
| 7   | Spagna (bandiera)    | Carlos Checa      | Hannspree Ten Kate Honda   | Honda CBR1000RR   | 11   | 2'00.386    | 283,5    |
| 59  | Italia (bandiera)    | Niccolò Canepa    | Ducati Xerox               | Ducati 1098 F08   | 6    | 2'01.730    | 279,8    |
| 13  | Italia (bandiera)    | Vittorio Iannuzzo | Team Pedercini             | Kawasaki ZX-10R   | 6    | 2'02.378    | 279,8    |
| 86  | Italia (bandiera)    | Ayrton Badovini   | Team Pedercini             | Kawasaki ZX-10R   | 5    | 2'02.274    | 278,4    |
| 113 | Rep. Ceca (bandiera) | Jiri Drazdak      | D.F. Racing                | Honda CBR1000RR   | 2    | 2'03.308    | 274,1    |
| 55  | Francia (bandiera)   | Régis Laconi      | Kawasaki PSG-1 Corse       | Kawasaki ZX-10R   | 1    |             | 276,2    |

## Supersport
Le classifiche del Campionato mondiale Supersport sono le seguenti:

### Qualifiche
fonte:
| Pos. | Nº  | Naz.                   | Pilota               | Squadra                           | Motocicletta    | Sess. 1  | Sess. 2  | Tempo    | Gap   | Avg     | Giri |
| ---- | --- | ---------------------- | -------------------- | --------------------------------- | --------------- | -------- | -------- | -------- | ----- | ------- | ---- |
| 1º   | 23  | Australia (bandiera)   | Broc Parkes          | Yamaha World Supersport           | Yamaha YZF-R6   | 2'03.604 | 2'03.203 | 2'03.203 |       | 157,876 | 32   |
| 2º   | 77  | Paesi Bassi (bandiera) | Barry Veneman        | RES Software Hoegee Suzuki        | Suzuki GSX-R600 | 2'04.552 | 2'03.452 | 2'03.452 | 0.249 | 157,558 | 29   |
| 3º   | 25  | Australia (bandiera)   | Joshua Brookes       | Hannspree Stiggy Motorsport Honda | Honda CBR600RR  | 2'03.922 | 2'03.562 | 2'03.562 | 0.359 | 157,417 | 31   |
| 4º   | 88  | Australia (bandiera)   | Andrew Pitt          | Hannspree Ten Kate Honda          | Honda CBR600RR  | 2'04.176 | 2'03.590 | 2'03.590 | 0.387 | 157,382 | 33   |
| 5º   | 18  | Regno Unito (bandiera) | Craig Jones          | Parkalgar Racing                  | Honda CBR600RR  | 2'04.194 | 2'03.761 | 2'03.761 | 0.558 | 157,164 | 26   |
| 6º   | 8   | Australia (bandiera)   | Mark Aitchison       | Triumph Italia BE1 Racing         | Triumph 675     | 2'04.377 | 2'03.775 | 2'03.775 | 0.572 | 157,146 | 32   |
| 7º   | 65  | Regno Unito (bandiera) | Jonathan Rea         | Hannspree Ten Kate Honda          | Honda CBR600RR  | 2'04.622 | 2'03.934 | 2'03.934 | 0.731 | 156,945 | 36   |
| 8º   | 31  | Finlandia (bandiera)   | Vesa Kallio          | Benjan Racing                     | Honda CBR600RR  | 2'04.760 | 2'04.135 | 2'04.135 | 0.932 | 156,691 | 31   |
| 9º   | 14  | Francia (bandiera)     | Matthieu Lagrive     | Intermoto Czech                   | Honda CBR600RR  | 2'04.654 | 2'04.368 | 2'04.368 | 1.165 | 156,397 | 27   |
| 10º  | 11  | Australia (bandiera)   | Russell Holland      | Hannspree Honda Althea            | Honda CBR600RR  | 2'06.168 | 2'04.508 | 2'04.508 | 1.305 | 156,221 | 31   |
| 11º  | 69  | Italia (bandiera)      | Gianluca Nannelli    | Hannspree Honda Althea            | Honda CBR600RR  | 2'04.663 | 2'04.546 | 2'04.546 | 1.343 | 156,174 | 29   |
| 12º  | 83  | Belgio (bandiera)      | Didier Van Keymeulen | RES Software Hoegee Suzuki        | Suzuki GSX-R600 | 2'05.806 | 2'04.605 | 2'04.605 | 1.402 | 156,100 | 26   |
| 13º  | 38  | Francia (bandiera)     | Grégory Leblanc      | CRS Grand Prix                    | Honda CBR600RR  | 2'05.634 | 2'04.670 | 2'04.670 | 1.467 | 156,018 | 29   |
| 14º  | 127 | Danimarca (bandiera)   | Robbin Harms         | Hannspree Stiggy Motorsport Honda | Honda CBR600RR  | 2'04.816 | 2'04.676 | 2'04.676 | 1.473 | 156,011 | 28   |
| 15º  | 24  | Australia (bandiera)   | Garry McCoy          | Triumph - SC                      | Triumph 675     | 2'04.721 |          | 2'04.721 | 1.518 | 155,954 | 15   |
| 16º  | 44  | Spagna (bandiera)      | David Salom          | Yamaha Spain                      | Yamaha YZF-R6   | 2'05.583 | 2'04.779 | 2'04.779 | 1.576 | 155,882 | 25   |
| 17º  | 26  | Spagna (bandiera)      | Joan Lascorz         | Glaner Motocard.com               | Honda CBR600RR  | 2'05.784 | 2'04.887 | 2'04.887 | 1.684 | 155,747 | 28   |
| 18º  | 55  | Italia (bandiera)      | Massimo Roccoli      | Yamaha Lorenzini By Leoni         | Yamaha YZF-R6   | 2'05.517 | 2'04.891 | 2'04.891 | 1.688 | 155,742 | 28   |
| 19º  | 47  | Italia (bandiera)      | Ivan Clementi        | Triumph Italia BE1 Racing         | Triumph 675     | 2'05.089 | 2'04.903 | 2'04.903 | 1.700 | 155,727 | 28   |
| 20º  | 105 | Italia (bandiera)      | Gianluca Vizziello   | Berry Racing                      | Honda CBR600RR  | 2'04.910 | 2'05.418 | 2'04.910 | 1.707 | 155,719 | 21   |
| 21º  | 9   | Regno Unito (bandiera) | Chris Walker         | Kawasaki Gil Motor Sport          | Kawasaki ZX-6R  | 2'06.156 | 2'05.115 | 2'05.115 | 1.912 | 155,463 | 31   |
| 22º  | 99  | Francia (bandiera)     | Fabien Foret         | Yamaha World Supersport           | Yamaha YZF-R6   | 2'05.151 |          | 2'05.151 | 1.948 | 155,419 | 12   |
| 23º  | 21  | Giappone (bandiera)    | Katsuaki Fujiwara    | Kawasaki Gil Motor Sport          | Kawasaki ZX-6R  | 2'05.395 | 2'05.328 | 2'05.328 | 2.125 | 155,199 | 26   |
| 24º  | 199 | Italia (bandiera)      | Danilo Dell'Omo      | HP Racing                         | Honda CBR600RR  | 2'07.736 | 2'05.507 | 2'05.507 | 2.304 | 154,978 | 20   |
| 25º  | 81  | Regno Unito (bandiera) | Graeme Gowland       | Berry Racing                      | Honda CBR600RR  | 2'06.502 | 2'05.775 | 2'05.775 | 2.572 | 154,648 | 34   |
| 26º  | 30  | Germania (bandiera)    | Jesco Günther        | Benjan Racing                     | Honda CBR600RR  | 2'07.197 | 2'05.884 | 2'05.884 | 2.681 | 154,514 | 30   |
| 27º  | 17  | Portogallo (bandiera)  | Miguel Praia         | Parkalgar Racing                  | Honda CBR600RR  | 2'06.658 | 2'05.885 | 2'05.885 | 2.682 | 154,512 | 27   |
| 28º  | 117 | Italia (bandiera)      | Denis Sacchetti      | Factory Racing                    | Honda CBR600RR  | 2'07.871 | 2'06.289 | 2'06.289 | 3.086 | 154,018 | 31   |
| 29º  | 4   | Italia (bandiera)      | Lorenzo Alfonsi      | CRS Grand Prix                    | Honda CBR600RR  | 2'07.956 | 2'06.302 | 2'06.302 | 3.099 | 154,002 | 31   |
| 30º  | 37  | San Marino (bandiera)  | William De Angelis   | Intermoto Czech                   | Honda CBR600RR  | 2'08.005 | 2'06.433 | 2'06.433 | 3.230 | 153,843 | 24   |
| 31º  | 34  | Ungheria (bandiera)    | Balázs Németh        | Factory Racing                    | Honda CBR600RR  | 2'08.797 | 2'06.977 | 2'06.977 | 3.774 | 153,184 | 28   |
| 32º  | 12  | Spagna (bandiera)      | Javier Hidalgo       | Yamaha Spain                      | Yamaha YZF-R6   | 2'10.154 | 2'07.392 | 2'07.392 | 4.189 | 152,685 | 28   |
| 33º  | 51  | Spagna (bandiera)      | Santiago Barragán    | Glaner Motocard.com               | Honda CBR600RR  | 2'09.296 | 2'08.111 | 2'08.111 | 4.908 | 151,828 | 32   |
| 34º  | 28  | Italia (bandiera)      | Ruggero Scambia      | Triumph - SC                      | Triumph 675     | 2'11.383 | 2'08.314 | 2'08.314 | 5.111 | 151,588 | 30   |

### Gara
fonte:

#### Arrivati al traguardo
| Pos. | Nº  | Naz.                   | Pilota               | Squadra                           | Motocicletta    | Giri | Tempo     | Giro veloce | Velocità | Punti |
| ---- | --- | ---------------------- | -------------------- | --------------------------------- | --------------- | ---- | --------- | ----------- | -------- | ----- |
| 1º   | 65  | Regno Unito (bandiera) | Jonathan Rea         | Hannspree Ten Kate Honda          | Honda CBR600RR  | 18   | 37'35.093 | 2'04.302    | 257,1    | 25    |
| 2º   | 88  | Australia (bandiera)   | Andrew Pitt          | Hannspree Ten Kate Honda          | Honda CBR600RR  | 18   | +0.020    | 2'04.062    | 252,9    | 20    |
| 3º   | 25  | Australia (bandiera)   | Joshua Brookes       | Hannspree Stiggy Motorsport Honda | Honda CBR600RR  | 18   | +1.433    | 2'04.618    | 253,5    | 16    |
| 4º   | 23  | Australia (bandiera)   | Broc Parkes          | Yamaha World Supersport           | Yamaha YZF-R6   | 18   | +1.853    | 2'04.542    | 257,8    | 13    |
| 5º   | 77  | Paesi Bassi (bandiera) | Barry Veneman        | RES Software Hoegee Suzuki        | Suzuki GSX-R600 | 18   | +2.237    | 2'04.573    | 251,7    | 11    |
| 6º   | 69  | Italia (bandiera)      | Gianluca Nannelli    | Hannspree Honda Althea            | Honda CBR600RR  | 18   | +12.032   | 2'04.729    | 252,9    | 10    |
| 7º   | 11  | Australia (bandiera)   | Russell Holland      | Hannspree Honda Althea            | Honda CBR600RR  | 18   | +12.221   | 2'04.862    | 251,2    | 9     |
| 8º   | 14  | Francia (bandiera)     | Matthieu Lagrive     | Intermoto Czech                   | Honda CBR600RR  | 18   | +12.787   | 2'04.830    | 250,0    | 8     |
| 9º   | 31  | Finlandia (bandiera)   | Vesa Kallio          | Benjan Racing                     | Honda CBR600RR  | 18   | +15.334   | 2'04.940    | 252,3    | 7     |
| 10º  | 55  | Italia (bandiera)      | Massimo Roccoli      | Yamaha Lorenzini By Leoni         | Yamaha YZF-R6   | 18   | +15.780   | 2'05.192    | 254,1    | 6     |
| 11º  | 9   | Regno Unito (bandiera) | Chris Walker         | Kawasaki Gil Motor Sport          | Kawasaki ZX-6R  | 18   | +23.645   | 2'05.585    | 247,1    | 5     |
| 12º  | 105 | Italia (bandiera)      | Gianluca Vizziello   | Berry Racing                      | Honda CBR600RR  | 18   | +23.758   | 2'05.679    | 250,0    | 4     |
| 13º  | 47  | Italia (bandiera)      | Ivan Clementi        | Triumph Italia BE1 Racing         | Triumph 675     | 18   | +24.074   | 2'05.492    | 247,7    | 3     |
| 14º  | 83  | Belgio (bandiera)      | Didier Van Keymeulen | RES Software Hoegee Suzuki        | Suzuki GSX-R600 | 18   | +24.621   | 2'05.294    | 248,8    | 2     |
| 15º  | 44  | Spagna (bandiera)      | David Salom          | Yamaha Spain                      | Yamaha YZF-R6   | 18   | +26.866   | 2'05.587    | 256,5    | 1     |
| 16º  | 21  | Giappone (bandiera)    | Katsuaki Fujiwara    | Kawasaki Gil Motor Sport          | Kawasaki ZX-6R  | 18   | +26.891   | 2'05.672    | 251,7    |       |
| 17º  | 199 | Italia (bandiera)      | Danilo Dell'Omo      | HP Racing                         | Honda CBR600RR  | 18   | +29.566   | 2'05.795    | 251,2    |       |
| 18º  | 26  | Spagna (bandiera)      | Joan Lascorz         | Glaner Motocard.com               | Honda CBR600RR  | 18   | +34.218   | 2'05.456    | 249,4    |       |
| 19º  | 34  | Ungheria (bandiera)    | Balázs Németh        | Factory Racing                    | Honda CBR600RR  | 18   | +44.347   | 2'06.644    | 247,1    |       |
| 20º  | 117 | Italia (bandiera)      | Denis Sacchetti      | Factory Racing                    | Honda CBR600RR  | 18   | +44.650   | 2'06.553    | 242,2    |       |
| 21º  | 12  | Spagna (bandiera)      | Javier Hidalgo       | Yamaha Spain                      | Yamaha YZF-R6   | 18   | +51.768   | 2'07.088    | 247,1    |       |
| 22º  | 8   | Australia (bandiera)   | Mark Aitchison       | Triumph Italia BE1 Racing         | Triumph 675     | 18   | +54.336   | 2'04.712    | 251,2    |       |
| 23º  | 4   | Italia (bandiera)      | Lorenzo Alfonsi      | CRS Grand Prix                    | Honda CBR600RR  | 18   | +54.351   | 2'07.212    | 240,5    |       |
| 24º  | 28  | Italia (bandiera)      | Ruggero Scambia      | Triumph - SC                      | Triumph 675     | 18   | +1'28.911 | 2'08.440    | 241,6    |       |

#### Ritirati
| Nº  | Naz.                   | Pilota             | Squadra                           | Motocicletta   | Giri | Giro veloce | Velocità |
| --- | ---------------------- | ------------------ | --------------------------------- | -------------- | ---- | ----------- | -------- |
| 127 | Danimarca (bandiera)   | Robbin Harms       | Hannspree Stiggy Motorsport Honda | Honda CBR600RR | 17   | 2'04.563    | 250,6    |
| 18  | Regno Unito (bandiera) | Craig Jones        | Parkalgar Racing                  | Honda CBR600RR | 16   | 2'04.351    | 252,3    |
| 38  | Francia (bandiera)     | Grégory Leblanc    | CRS Grand Prix                    | Honda CBR600RR | 11   | 2'05.474    | 243,8    |
| 37  | San Marino (bandiera)  | William De Angelis | Intermoto Czech                   | Honda CBR600RR | 9    | 2'07.891    | 242,2    |
| 51  | Spagna (bandiera)      | Santiago Barragán  | Glaner Motocard.com               | Honda CBR600RR | 3    | 2'18.345    | 237,4    |
| 17  | Portogallo (bandiera)  | Miguel Praia       | Parkalgar Racing                  | Honda CBR600RR | 0    |             |          |
| 30  | Germania (bandiera)    | Jesco Günther      | Benjan Racing                     | Honda CBR600RR | 0    |             |          |
| 81  | Regno Unito (bandiera) | Graeme Gowland     | Berry Racing                      | Honda CBR600RR | 0    |             |          |

## Superstock

### Qualifiche
fonte:
| Pos. | Nº  | Naz.                   | Pilota             | Squadra                      | Motocicletta        | Sess. 1  | Sess. 2  | Tempo    | Gap   | Avg     | Giri |
| ---- | --- | ---------------------- | ------------------ | ---------------------------- | ------------------- | -------- | -------- | -------- | ----- | ------- | ---- |
| 1º   | 155 | Australia (bandiera)   | Brendan Roberts    | Ducati Xerox Junior          | Ducati 1098R        | 2'04.895 | 2'03.685 | 2'03.685 |       | 157,261 | 25   |
| 2º   | 51  | Italia (bandiera)      | Michele Pirro      | Yamaha Lorenzini By Leoni    | Yamaha YZF-R1       | 2'05.012 | 2'03.924 | 2'03.924 | 0.239 | 156,957 | 16   |
| 3º   | 21  | Francia (bandiera)     | Maxime Berger      | Hannspree IDS Ten Kate Honda | Honda CBR1000RR     | 2'04.062 | 2'03.929 | 2'03.929 | 0.244 | 156,951 | 18   |
| 4º   | 19  | Belgio (bandiera)      | Xavier Siméon      | Alstare Suzuki               | Suzuki GSX-R1000    | 2'04.844 | 2'04.150 | 2'04.150 | 0.465 | 156,672 | 23   |
| 5º   | 71  | Italia (bandiera)      | Claudio Corti      | Yamaha Motor Italia Jun.Team | Yamaha YZF-R1       | 2'04.311 | 2'04.156 | 2'04.156 | 0.471 | 156,664 | 22   |
| 6º   | 8   | Italia (bandiera)      | Andrea Antonelli   | Althea Racing AX 52          | Honda CBR1000RR     | 2'04.854 | 2'04.601 | 2'04.601 | 0.916 | 156,105 | 24   |
| 7º   | 53  | Italia (bandiera)      | Alessandro Polita  | Sterilgarda Go Eleven        | Ducati 1098R        | 2'05.194 | 2'04.734 | 2'04.734 | 1.049 | 155,938 | 21   |
| 8º   | 89  | Italia (bandiera)      | Domenico Colucci   | Ducati Xerox Junior          | Ducati 1098R        | 2'05.948 | 2'04.789 | 2'04.789 | 1.104 | 155,870 | 24   |
| 9º   | 119 | Italia (bandiera)      | Michele Magnoni    | Yamaha Lorenzini By Leoni    | Yamaha YZF-R1       | 2'05.888 | 2'04.980 | 2'04.980 | 1.295 | 155,631 | 21   |
| 10º  | 23  | Australia (bandiera)   | Chris Seaton       | Celani Team Suzuki Italia    | Suzuki GSX-R1000 K8 | 2'05.601 | 2'05.014 | 2'05.014 | 1.329 | 155,589 | 18   |
| 11º  | 15  | Italia (bandiera)      | Matteo Baiocco     | O SIX Kawasaki Supported     | Kawasaki ZX-10R     | 2'05.702 | 2'05.047 | 2'05.047 | 1.362 | 155,548 | 23   |
| 12º  | 96  | Rep. Ceca (bandiera)   | Matěj Smrž         | MS Racing                    | Honda CBR1000RR     | 2'05.069 | 2'05.357 | 2'05.069 | 1.384 | 155,521 | 17   |
| 13º  | 87  | Australia (bandiera)   | Gareth Jones       | MIST Suzuki Racing           | Suzuki GSX-R1000 K8 | 2'06.041 | 2'05.140 | 2'05.140 | 1.455 | 155,432 | 21   |
| 14º  | 20  | Francia (bandiera)     | Sylvain Barrier    | YZF Yamaha Junior            | Yamaha YZF-R1       | 2'05.393 | 2'05.164 | 2'05.164 | 1.479 | 155,403 | 17   |
| 15º  | 16  | Paesi Bassi (bandiera) | Raymond Schouten   | Vd Heyden Motors Yamaha      | Yamaha YZF-R1       | 2'05.373 | 2'05.809 | 2'05.373 | 1.688 | 155,143 | 23   |
| 16º  | 7   | Austria (bandiera)     | René Mähr          | KTM Mähr Superstock          | KTM 1190 RC8        | 2'05.606 | 2'05.572 | 2'05.572 | 1.887 | 154,898 | 23   |
| 17º  | 18  | Regno Unito (bandiera) | Matt Bond          | MIST Suzuki Racing           | Suzuki GSX-R1000 K8 | 2'07.012 | 2'05.898 | 2'05.898 | 2.213 | 154,496 | 22   |
| 18º  | 77  | Regno Unito (bandiera) | Barry Liam Burrell | MS Racing                    | Honda CBR1000RR     | 2'06.134 | 2'06.709 | 2'06.134 | 2.449 | 154,207 | 24   |
| 19º  | 34  | Italia (bandiera)      | Davide Giugliano   | Cruciani Moto Suzuki Italia  | Suzuki GSX-R1000 K8 | 2'06.158 | 2'06.304 | 2'06.158 | 2.473 | 154,178 | 13   |
| 20º  | 78  | Francia (bandiera)     | Freddy Foray       | Coutelle Junior Team Suzuki  | Suzuki GSX-R1000 K8 | 2'07.713 | 2'06.161 | 2'06.161 | 2.476 | 154,174 | 23   |
| 21º  | 154 | Italia (bandiera)      | Tommaso Lorenzetti | Celani Team Suzuki Italia    | Suzuki GSX-R1000 K8 | 2'07.953 | 2'06.177 | 2'06.177 | 2.492 | 154,155 | 22   |
| 22º  | 30  | Svizzera (bandiera)    | Michaël Savary     | Coutelle Junior Team Suzuki  | Suzuki GSX-R1000 K8 | 2'07.356 | 2'06.490 | 2'06.490 | 2.805 | 153,773 | 22   |
| 23º  | 90  | Rep. Ceca (bandiera)   | Michal Drobný      | Intermoto Czech              | Honda CBR1000RR     | 2'06.968 | 2'06.503 | 2'06.503 | 2.818 | 153,758 | 23   |
| 24º  | 132 | Francia (bandiera)     | Yoann Tiberio      | Team Pedercini               | Kawasaki ZX-10R     | 2'06.730 | 2'06.516 | 2'06.516 | 2.831 | 153,742 | 19   |
| 25º  | 63  | Svezia (bandiera)      | Per Bjork          | Azione Corse                 | Honda CBR1000RR     | 2'08.545 | 2'06.666 | 2'06.666 | 2.981 | 153,560 | 26   |
| 26º  | 35  | Germania (bandiera)    | Dominic Lammert    | Suzuki International Europe  | Suzuki GSX-R1000    | 2'06.669 |          | 2'06.669 | 2.984 | 153,556 | 16   |
| 27º  | 5   | Paesi Bassi (bandiera) | Danny De Boer      | MQP Racing                   | Suzuki GSX-R1000 K8 | 2'06.718 | 2'07.164 | 2'06.718 | 3.033 | 153,497 | 25   |
| 28º  | 14  | Svezia (bandiera)      | Filip Backlund     | MTM Racing                   | Suzuki GSX-R1000 K8 | 2'07.428 | 2'06.720 | 2'06.720 | 3.035 | 153,494 | 24   |
| 29º  | 91  | Polonia (bandiera)     | Marek Szkopek      | OKI Szkopek                  | Yamaha YZF-R1       | 2'08.082 | 2'06.750 | 2'06.750 | 3.065 | 153,458 | 22   |
| 30º  | 12  | Italia (bandiera)      | Alessio Aldrovandi | Team Pedercini               | Kawasaki ZX-10R     | 2'07.784 | 2'06.802 | 2'06.802 | 3.117 | 153,395 | 23   |
| 31º  | 99  | Paesi Bassi (bandiera) | Roy Ten Napel      | MQP Racing                   | Suzuki GSX-R1000 K8 | 2'08.229 | 2'06.852 | 2'06.852 | 3.167 | 153,335 | 23   |
| 32º  | 92  | Slovenia (bandiera)    | Jure Stibilj       | MD Team Jerman               | Honda CBR1000RR     | 2'07.787 | 2'06.878 | 2'06.878 | 3.193 | 153,303 | 26   |
| 33º  | 81  | Finlandia (bandiera)   | Pauli Pekkanen     | KTM Mähr Superstock          | KTM 1190 RC8        | 2'07.413 | 2'06.932 | 2'06.932 | 3.247 | 153,238 | 11   |
| 34º  | 24  | Slovenia (bandiera)    | Marko Jerman       | MD Team Jerman               | Honda CBR1000RR     | 2'06.958 | 2'07.350 | 2'06.958 | 3.273 | 153,207 | 27   |
| 35º  | 88  | Francia (bandiera)     | Kenny Foray        | Zone Rouge                   | Yamaha YZF-R1       | 2'07.443 | 2'07.155 | 2'07.155 | 3.470 | 152,969 | 19   |
| 36º  | 120 | Polonia (bandiera)     | Marcin Walkowiak   | LW RT Powered by Szkopek     | Yamaha YZF-R1       | 2'08.497 | 2'07.442 | 2'07.442 | 3.757 | 152,625 | 22   |
| 37º  | 996 | Italia (bandiera)      | Jonathan Gallina   | Orelac Racing by Galvin      | Kawasaki ZX-10R     | 2'08.074 | 2'07.812 | 2'07.812 | 4.127 | 152,183 | 18   |
| 38º  | 84  | Italia (bandiera)      | Federico Pica      | Cruciani Moto Suzuki Italia  | Suzuki GSX-R1000 K8 | 2'09.682 | 2'07.847 | 2'07.847 | 4.162 | 152,141 | 25   |
| 39º  | 41  | Svizzera (bandiera)    | Gregory Junod      | PCP Peko Racing              | Yamaha YZF-R1       | 2'08.640 | 2'08.129 | 2'08.129 | 4.444 | 151,806 | 26   |
| 40º  | 66  | Paesi Bassi (bandiera) | Branko Srdanov     | Zone Rouge                   | Yamaha YZF-R1       | 2'09.058 | 2'08.380 | 2'08.380 | 4.695 | 151,510 | 25   |
| 41º  | 57  | Australia (bandiera)   | Cameron Stronach   | O SIX Kawasaki Supported     | Kawasaki ZX-10R     | 2'08.755 | 2'08.548 | 2'08.548 | 4.863 | 151,312 | 24   |

### Gara
fonte:

#### Arrivati al traguardo
| Pos. | Nº  | Naz.                   | Pilota             | Squadra                      | Motocicletta        | Giri | Tempo     | Giro veloce | Velocità | Punti |
| ---- | --- | ---------------------- | ------------------ | ---------------------------- | ------------------- | ---- | --------- | ----------- | -------- | ----- |
| 1º   | 21  | Francia (bandiera)     | Maxime Berger      | Hannspree IDS Ten Kate Honda | Honda CBR1000RR     | 12   | 24'58.402 | 2'03.676    | 262,8    | 25    |
| 2º   | 155 | Australia (bandiera)   | Brendan Roberts    | Ducati Xerox Junior          | Ducati 1098R        | 12   | +3.043    | 2'03.986    | 270,0    | 20    |
| 3º   | 53  | Italia (bandiera)      | Alessandro Polita  | Sterilgarda Go Eleven        | Ducati 1098R        | 12   | +3.100    | 2'04.147    | 272,0    | 16    |
| 4º   | 8   | Italia (bandiera)      | Andrea Antonelli   | Althea Racing AX 52          | Honda CBR1000RR     | 12   | +3.367    | 2'04.137    | 266,0    | 13    |
| 5º   | 19  | Belgio (bandiera)      | Xavier Siméon      | Alstare Suzuki               | Suzuki GSX-R1000    | 12   | +5.709    | 2'04.424    | 266,0    | 11    |
| 6º   | 51  | Italia (bandiera)      | Michele Pirro      | Yamaha Lorenzini By Leoni    | Yamaha YZF-R1       | 12   | +10.032   | 2'04.444    | 269,3    | 10    |
| 7º   | 23  | Australia (bandiera)   | Chris Seaton       | Celani Team Suzuki Italia    | Suzuki GSX-R1000 K8 | 12   | +13.380   | 2'05.001    | 265,4    | 9     |
| 8º   | 96  | Rep. Ceca (bandiera)   | Matěj Smrž         | MS Racing                    | Honda CBR1000RR     | 12   | +19.510   | 2'05.284    | 267,3    | 8     |
| 9º   | 34  | Italia (bandiera)      | Davide Giugliano   | Cruciani Moto Suzuki Italia  | Suzuki GSX-R1000 K8 | 12   | +19.724   | 2'05.367    | 269,3    | 7     |
| 10º  | 119 | Italia (bandiera)      | Michele Magnoni    | Yamaha Lorenzini By Leoni    | Yamaha YZF-R1       | 12   | +20.249   | 2'05.612    | 269,3    | 6     |
| 11º  | 87  | Australia (bandiera)   | Gareth Jones       | MIST Suzuki Racing           | Suzuki GSX-R1000 K8 | 12   | +20.796   | 2'05.698    | 271,4    | 5     |
| 12º  | 89  | Italia (bandiera)      | Domenico Colucci   | Ducati Xerox Junior          | Ducati 1098R        | 12   | +20.959   | 2'05.567    | 268,7    | 4     |
| 13º  | 15  | Italia (bandiera)      | Matteo Baiocco     | O SIX Kawasaki Supported     | Kawasaki ZX-10R     | 12   | +21.042   | 2'05.206    | 268,0    | 3     |
| 14º  | 16  | Paesi Bassi (bandiera) | Raymond Schouten   | Vd Heyden Motors Yamaha      | Yamaha YZF-R1       | 12   | +21.432   | 2'05.292    | 269,3    | 2     |
| 15º  | 77  | Regno Unito (bandiera) | Barry Liam Burrell | MS Racing                    | Honda CBR1000RR     | 12   | +21.609   | 2'05.431    | 269,3    | 1     |
| 16º  | 88  | Francia (bandiera)     | Kenny Foray        | Zone Rouge                   | Yamaha YZF-R1       | 12   | +28.875   | 2'05.690    | 265,4    |       |
| 17º  | 30  | Svizzera (bandiera)    | Michaël Savary     | Coutelle Junior Team Suzuki  | Suzuki GSX-R1000 K8 | 12   | +28.942   | 2'05.854    | 267,3    |       |
| 18º  | 18  | Regno Unito (bandiera) | Matt Bond          | MIST Suzuki Racing           | Suzuki GSX-R1000 K8 | 12   | +29.741   | 2'05.919    | 270,0    |       |
| 19º  | 7   | Austria (bandiera)     | René Mähr          | KTM Mähr Superstock          | KTM 1190 RC8        | 12   | +30.015   | 2'06.169    | 265,4    |       |
| 20º  | 78  | Francia (bandiera)     | Freddy Foray       | Coutelle Junior Team Suzuki  | Suzuki GSX-R1000 K8 | 12   | +36.569   | 2'05.575    | 272,0    |       |
| 21º  | 99  | Paesi Bassi (bandiera) | Roy Ten Napel      | MQP Racing                   | Suzuki GSX-R1000 K8 | 12   | +36.724   | 2'06.261    | 266,0    |       |
| 22º  | 81  | Finlandia (bandiera)   | Pauli Pekkanen     | KTM Mähr Superstock          | KTM 1190 RC8        | 12   | +38.541   | 2'06.000    | 265,4    |       |
| 23º  | 5   | Paesi Bassi (bandiera) | Danny De Boer      | MQP Racing                   | Suzuki GSX-R1000 K8 | 12   | +40.985   | 2'07.148    | 266,0    |       |
| 24º  | 14  | Svezia (bandiera)      | Filip Backlund     | MTM Racing                   | Suzuki GSX-R1000 K8 | 12   | +46.343   | 2'07.101    | 268,0    |       |
| 25º  | 92  | Slovenia (bandiera)    | Jure Stibilj       | MD Team Jerman               | Honda CBR1000RR     | 12   | +48.163   | 2'07.302    | 268,7    |       |
| 26º  | 41  | Svizzera (bandiera)    | Gregory Junod      | PCP Peko Racing              | Yamaha YZF-R1       | 12   | +48.667   | 2'07.798    | 259,0    |       |
| 27º  | 24  | Slovenia (bandiera)    | Marko Jerman       | MD Team Jerman               | Honda CBR1000RR     | 12   | +53.103   | 2'06.981    | 266,0    |       |
| 28º  | 12  | Italia (bandiera)      | Alessio Aldrovandi | Team Pedercini               | Kawasaki ZX-10R     | 12   | +54.618   | 2'06.535    | 268,0    |       |
| 29º  | 120 | Polonia (bandiera)     | Marcin Walkowiak   | LW RT Powered by Szkopek     | Yamaha YZF-R1       | 12   | +56.848   | 2'08.149    | 262,1    |       |
| 30º  | 91  | Polonia (bandiera)     | Marek Szkopek      | OKI Szkopek                  | Yamaha YZF-R1       | 12   | +1'14.429 | 2'07.518    | 262,8    |       |

#### Non classificato
| Nº | Naz.                   | Pilota         | Squadra    | Motocicletta  | Giri | Tempo     | Giro veloce | Velocità |
| -- | ---------------------- | -------------- | ---------- | ------------- | ---- | --------- | ----------- | -------- |
| 66 | Paesi Bassi (bandiera) | Branko Srdanov | Zone Rouge | Yamaha YZF-R1 | 12   | +1'48.627 | 2'08.032    | 263,4    |

#### Ritirati
| Nº  | Naz.                 | Pilota             | Squadra                      | Motocicletta        | Giri | Giro veloce | Velocità |
| --- | -------------------- | ------------------ | ---------------------------- | ------------------- | ---- | ----------- | -------- |
| 132 | Francia (bandiera)   | Yoann Tiberio      | Team Pedercini               | Kawasaki ZX-10R     | 9    | 2'06.343    | 265,4    |
| 154 | Italia (bandiera)    | Tommaso Lorenzetti | Celani Team Suzuki Italia    | Suzuki GSX-R1000 K8 | 8    | 2'07.742    | 255,9    |
| 57  | Australia (bandiera) | Cameron Stronach   | O SIX Kawasaki Supported     | Kawasaki ZX-10R     | 6    | 2'09.074    | 261,5    |
| 90  | Rep. Ceca (bandiera) | Michal Drobný      | Intermoto Czech              | Honda CBR1000RR     | 3    | 2'07.194    | 266,0    |
| 84  | Italia (bandiera)    | Federico Pica      | Cruciani Moto Suzuki Italia  | Suzuki GSX-R1000 K8 | 3    | 2'08.067    | 264,7    |
| 996 | Italia (bandiera)    | Jonathan Gallina   | Orelac Racing by Galvin      | Kawasaki ZX-10R     | 3    | 2'09.385    | 260,2    |
| 71  | Italia (bandiera)    | Claudio Corti      | Yamaha Motor Italia Jun.Team | Yamaha YZF-R1       | 2    | 2'04.210    | 270,0    |
| 63  | Svezia (bandiera)    | Per Bjork          | Azione Corse                 | Honda CBR1000RR     | 0    |             |          |